# أليسون كلاي
أليسون كلاي هي فنانة كندية، ولدت في 1953 في فانكوفر في كندا.